# Bitpop
Bitpop (ook 8bit of Chiptunes genoemd) is een genre in de elektronische muziek, waarbĳ in ieder geval een deel van de muziek gemaakt is met oude 8-bit computers of spelcomputers. Populaire keuzes zĳn de Commodore 64 en Game Boy. Drie grote labels zĳn Relax Beat, Bleepstreet Records en 8bitpeoples. Voorbeelden van bands en artiesten in het genre zĳn Bit Shifter, Covox, firestARTer, Lo-bat, Nullsleep, Slagsmålsklubben en Welle:Erdball.
De naam wordt gezien als woordspeling van britpop en bit.

## Artiesten
- 8 Bit Mayhem
- 8 Bit Weapon
- Anamanaguchi
- Chipzel
- Crystal Castles
- Detektivbyrån
- Dubmood
- Firebrand Boy
- Machinae Supremacy
- Mr. Pacman
- Perfume
- Pluxus
- Puss
- she
- Sabrepulse
- Slagsmålsklubben
- Solemn Camel Crew
- Superpowerless
- trash80
- Welle: Erdball
- Yasutaka Nakata
- YMCK
- You Love Her Coz She's Dead